# Bokhansky (huyện)
Huyện Bokhansky (tiếng Nga: ? райо́н) là một huyện hành chính tự quản (raion), của Tỉnh Irkutsk, Nga. Huyện có diện tích 3702 km². Trung tâm của huyện đóng ở Bohan.